# Plectrocnemia gryphalis
Plectrocnemia gryphalis är en nattsländeart som beskrevs av Wolfram Mey 1996. Plectrocnemia gryphalis ingår i släktet Plectrocnemia och familjen fångstnätnattsländor. Inga underarter finns listade i Catalogue of Life.